# Dommitzsch
Dommitzsch település Németországban, azon belül Szászország tartományban. Lakosainak száma 2319 fő (2023. december 31.).

## Népesség
A település népességének változása:
| Lakosok száma | 2484 | 2458 | 2403 | 2400 | 2319 |
|               | 2017 | 2019 | 2021 | 2022 | 2023 |